# Панченко Архип Іванович
Архип Іванович Панченко (1902, село Ситківці, тепер смт Немирівського району Вінницької області — 26 листопада 1987, місто Вінниця) — український радянський діяч, 1-й секретар Вороновицького райкому КП(б)У Вінницької області, 1-й секретар Монастирищенського райкому КПУ Черкаської області. Депутат Верховної Ради УРСР 2—5-го скликань.

## Життєпис
Народився в бідній селянській родині. Трудову діяльність розпочав наймитом у заможних селян. Потім працював кочегаром і вантажником на Ситківецькому цукровому заводі. З 1921 року — секретар сільської ради на Вінниччині.
Член ВКП(б) з 1926 року.
З 1929 року — на відповідальній радянській і партійній роботі: член Ситківецького райвиконкому і голова Ситківецького районного відділу робітничо-селянської інспекції, інструктор Немирівської районної контрольної комісії. З 1931 року — секретар партійної організації сільськогосподарської комуни імені 1 Травня Немирівського району, секретар партійного комітету і заступник начальника політичного відділу Ситківецького бурякорадгоспу Вінницької області.
У 1938 році закінчив Харківський комуністичний університет імені Артема.
У 1938—1941 роках — начальник політичного відділу радгоспу в Миколаївській області; завідувач відділу пропаганди і агітації Брацлавського районного комітету КП(б)У Вінницької області.
Під час німецько-радянської війни у 1941—1944 роках — заступник директора машинно-тракторної станції (МТС), завідувач відділу пропаганди і агітації районного комітету ВКП(б) у Сталінградській області РРФСР.
З 1944 року до середини 1950-х років — 1-й секретар Вороновицького районного комітету КП(б)У Вінницької області.
З середини 1950-х років до 1961 року — 1-й секретар Монастирищенського районного комітету КПУ Черкаської області.
З 1961 року — персональний пенсіонер республіканського значення в місті Вінниці.

## Нагороди
- орден Леніна (26.02.1958)
- орден Трудового Червоного Прапора (23.01.1948)
- орден Вітчизняної війни ІІ ст. (1.02.1945)
- медалі